# 科克 (足球運動員)
科克（西班牙語：Coke；1987年4月26日—）是一位西班牙足球運動員。在場上的位置是右後衛。曾效力於德甲球隊沙尔克04。之前他曾效力於巴列卡诺。